# Хен, Рои

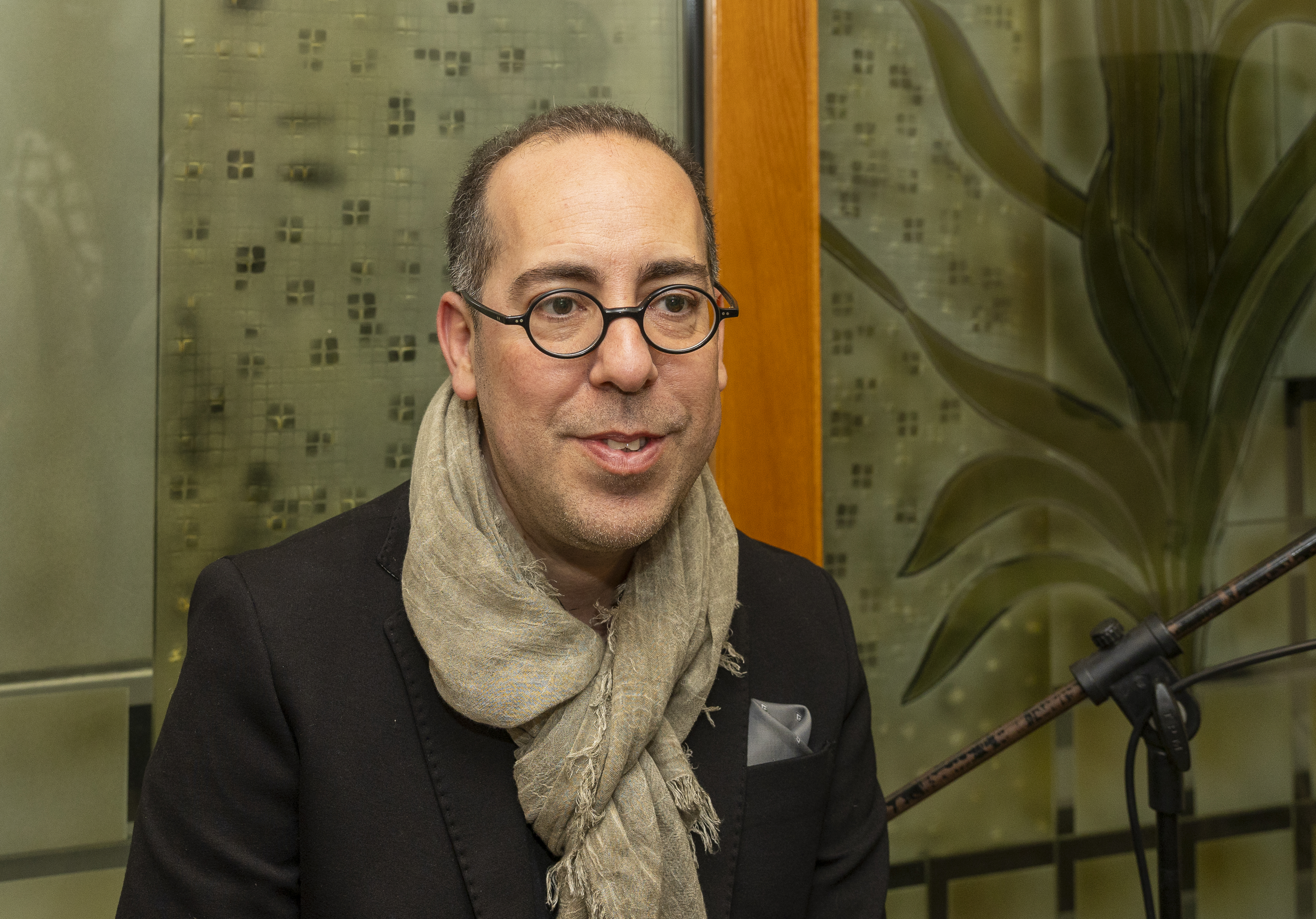
Рои Хен на творческой встрече в Нетании. Израиль. 2025

Рои́ Хен (ивр. רועי חן‎, р. в 1980, Тель-Авив) — израильский писатель, драматург и переводчик с русского, французского и английского языков. Драматург театра «Гешер» (Тель-Авив).
Родился в Тель-Авиве в израильской семье сефардского происхождения.
Его первый роман «Чернильные кони» и сборник рассказов «Тель Авив. Холм Весны» написаны в жанре фантастического реализма. В них писатель затрагивает тему еврейского мифа и израильской мистификации, его герой — человек вне социума. Многоязычие израильской жизни, эмиграция, дыхание города и театр — вот из чего соткана литература Рои Хена.
В 2020 году издательство «Кетер» выпускает его роман «Души», который попадает в шорт-лист литературных премий «Сапир» и «Гефен». В 2021 роман переведен на русский язык и опубликован в издательстве «Фантом-Пресс». Готовится к публикации перевод на итальянский язык (Giuntina, Флоренция)
Его проза публиковалась в израильских, американских, российских, французских и литературных журналах. Театральные инсценировки Рои Хена идут в театрах Израиля и России.
Рои Хен выступает с лекциями об израильской литературе и еврейском театре в рамках Международных книжных ярмарок (Москва, Франкфурт), в университетах и школах России и Америки.
Женат на театральной художнице Полине Адамовой.

## Произведения
Книги:
- «Чернильные кони». Роман. Изд-во «Кибуц ха-Меухад» (Израиль). 2005
- «Тель Авив. Холм Весны. Дюжина городских сказок о людях, животных и камнях.» Сб. рассказов. Изд-во «Кибуц ха-Меухад» (Израиль). 2011
- «Души». Роман. Изд-во «Кетер» (Израиль) 2020. «Души». Роман. Изд-во «Фантом-Пресс» (пер. на русс. С. Гойзман) 2021
- «Шум». Роман. Изд-во «Кетер» (Израиль) 2023. «Шум». Роман. Изд-во «Фантом-Пресс» (пер. на русс. Г. Зельцер) 2024

Пьесы:
- «Белый танец». Фестиваль уличного театра в Акко. 2004.
- «Роза Ерихона». Театр Маленький (Тмуна). 2005.
- «Дибук». Театр Гешер. 2014.
- «Странствия Одиссея». Пьеса для всей семьи. Театр Гешер. 2014.
- «Я — Дон Кихот!». Театр Гешер. 2015.
- «Алиса». Театр Гешер. 2015.
- «Дух театра». Пьеса для всей семьи. Театр Гешер. 2016.
- «Туннель». Театр Гешер. 2017.
- «Герцль сказал». Театр Гешер. 2017.
- «Уклонист». Театр Цавта. 2018.
- «Кто со мной». Театр Гешер. 2019.
- «Сокровище под мостом». Пьеса для всей семьи. Театр Гешер. 2021.

Переводы книг:
- «Я люблю бить людей по морде» Даниил Хармс. Изд-во Маарив. 2003
- «Колымские рассказы» Варлам Шаламов. Изд-во Едиот ахронот. 2005
- «Тёмные аллеи» Иван Бунин. Изд-во Едиот ахронот. 2008
- «Бедные люди» Федор Достоевский. Изд-во Кибуц ха-Меухад. 2009
- «Маленькие трагедии» Александр Пушкин. Изд-во Кармель. 2016.
- «Шутки». Все короткие пьесы А.Чехова. Изд-во Кармель. 2016.

Переводы пьес и инсценировки:
- «Ящерица» А Володин. Театральная школа Бейт Цви.
- «Зойкина квартира» М.Булгаков. Театральная школа Бейт Цви.
- «Счастье мое» А.Червинский. Театральная школа Бейт Цви.
- «Старуха и чудотворец» по Д.Хармсу. Театр Маленький
- «Посторонний» А.Камю. Театр Маленький
- «Сара Бернард» Дж. Марль. Театр Габима
- «Вариации для театра с оркестром» — русские песни от Пушкина до Высоцкого. Театр Гешер
- «Ревизор» Н. Гоголь. Театр Гешер
- «Вишневый сад» А.Чехов. Театр Гешер
- «Войцек» по Г.Бюхнеру. Театр Маленький
- «Забыть Герострата» Г.Горин. Театрон Гиватайм
- «Тот самый Мюнхгаузен» Г.Горин. Театр Гешер
- «Эмигранты» по С.Мрожеку. Театр Маленький
- «Шварц и другие звери» по Б.Меламуду, П.Бессону и А.Чехову. Театр Гешер
- «Белые ночи» Ф.Достоевский. Театр Гешер
- «О преступлении» по Ф.Достоевсеому. Театр Маленький
- «Служебный роман» А.Брагинский и Э.Рязанов. Театр Гешер
- «Орфей в метро» по Х.Кортасару. Театр Маленький
- «Маленькие трагедии» А.Пушкин. Театр Маленький
- «Враги. История любви» по И.-Б. Зингеру. Театр Гешер
- «Шесть персонажей в поисках автора» Л.Пиранделло. Театр Гешер
- «Крейцерова соната» Л.Толстой. Театр Гешер
- «Иов» по Й.Ротту. Театр Маленький
- «Главное забыл» по Шолом-Алейхему. Такой театр
- «Дон Жуан» Ж.-Б. Мольер. Театр Гешер
- «Принцесса Ивон» В.Гомбрович. Театр Гешер
- «Враги. История любви» по И.-Б. Зингеру. Театр Современник
- «Голубь и мальчик» по Меиру Шалеву. Театр Гешер
- «Примадонна» по Дж. Хатчер. Театр Гешер
- «Антигона» по Ж.Ануй. Театр Гешер
- «2 коротких пьесы и кот» по Чехову. Театр Хан (Иерусалим)
- «Финита ля Комедия» по Эрдману. Театр Гешер
- «Орестея» Р. Айк. Театр Гешер
- «Мать» Ф. Зеллер. Театр Гешер
- «Чайка» А.Чехов. Театр Гешер.